# Marianna Chałabis
Marianna Teresa Chałabis (ur. 7 stycznia 1948 w Batorzu) – polska polityk, posłanka na Sejm PRL VIII kadencji.

## Życiorys
Uzyskała wykształcenie średnie, ukończyła Zaoczne Studium Ekonomiczne w Lublinie. Pracowała w Banku Spółdzielczym w Batorzu, następnie prowadziła specjalistyczne gospodarstwo rolne. Należała do Zjednoczonego Stronnictwa Ludowego, była członkinią Gminnego Komitetu ZSL. W 1980 uzyskała mandat posłanki na Sejm PRL VIII kadencji w okręgu Tarnobrzeg. Zasiadała w Komisji Budownictwa i Przemysłu Materiałów Budowlanych oraz w Komisji Zdrowia i Kultury Fizycznej.